# Gare de Cagnes-sur-Mer
La gare de Cagnes-sur-Mer est une gare ferroviaire française de la ligne de Marseille-Saint-Charles à Vintimille (frontière), située sur le territoire de la commune de Cagnes-sur-Mer, dans le département des Alpes-Maritimes en région Provence-Alpes-Côte d'Azur. L'entrée de la gare se situe sous l'A8.
Elle s'appelait « Vence-Cagnes » lors de sa mise en service en 1863 par la Compagnie des chemins de fer de Paris à Lyon et à la Méditerranée (PLM). C'est une gare de la Société nationale des chemins de fer français (SNCF), desservie par des trains TER Provence-Alpes-Côte d'Azur.

## Situation ferroviaire
Établie à 10 mètres d'altitude, la gare de Cagnes-sur-Mer est située au point kilométrique (PK) 212,713 de la ligne de Marseille-Saint-Charles à Vintimille (frontière), entre les gares de Villeneuve-Loubet-plage et du Cros-de-Cagnes.

## Histoire
La « station de Vence-Cagnes » est mise en service le 10 mai 1863 par la Compagnie des chemins de fer de Paris à Lyon et à la Méditerranée (PLM), lorsqu'elle ouvre à l'exploitation le tronçon des Arcs à Cagnes, deuxième section de la future ligne de Toulon à Nice. En attendant l'ouverture de la section suivante, jusqu'à Nice, des voitures omnibus assurent la liaison avec la gare provisoire de Nice. Le tronçon entre Cagnes et Nice est mis en service le 18 octobre 1864.
Plus tard elle est renommée « gare de Cagnes-sur-Mer ».

## Fréquentation
De 2015 à 2023, selon les estimations de la SNCF, la fréquentation annuelle de la gare s'élève aux nombres indiqués dans le tableau ci-dessous.
| Année                     | 2015      | 2016      | 2017      | 2018      | 2019      | 2020    | 2021      | 2022      | 2023      |
| ------------------------- | --------- | --------- | --------- | --------- | --------- | ------- | --------- | --------- | --------- |
| Voyageurs                 | 982 487   | 1 277 645 | 1 264 538 | 1 180 596 | 1 343 669 | 747 076 | 916 468   | 1 152 166 | 1 448 613 |
| Voyageurs + non voyageurs | 1 228 108 | 1 022 116 | 1 580 673 | 1 475 745 | 1 679 587 | 933 846 | 1 145 585 | 1 440 207 | 1 810 766 |

## Service des voyageurs

### Accueil
Gare SNCF, elle dispose d'un bâtiment voyageurs, avec guichet, ouvert tous les jours. Elle est équipée d'automates pour l'achat de titres de transport.

### Desserte
Cagnes-sur-Mer est desservie par des trains TER PACA des relations Cannes-la-Bocca - Vintimille, Les Arcs - Draguignan - Nice-Ville - Menton.

### Intermodalité
Le stationnement est difficile à proximité. Elle est desservie par les bus urbains.